# イギリスの軍事史

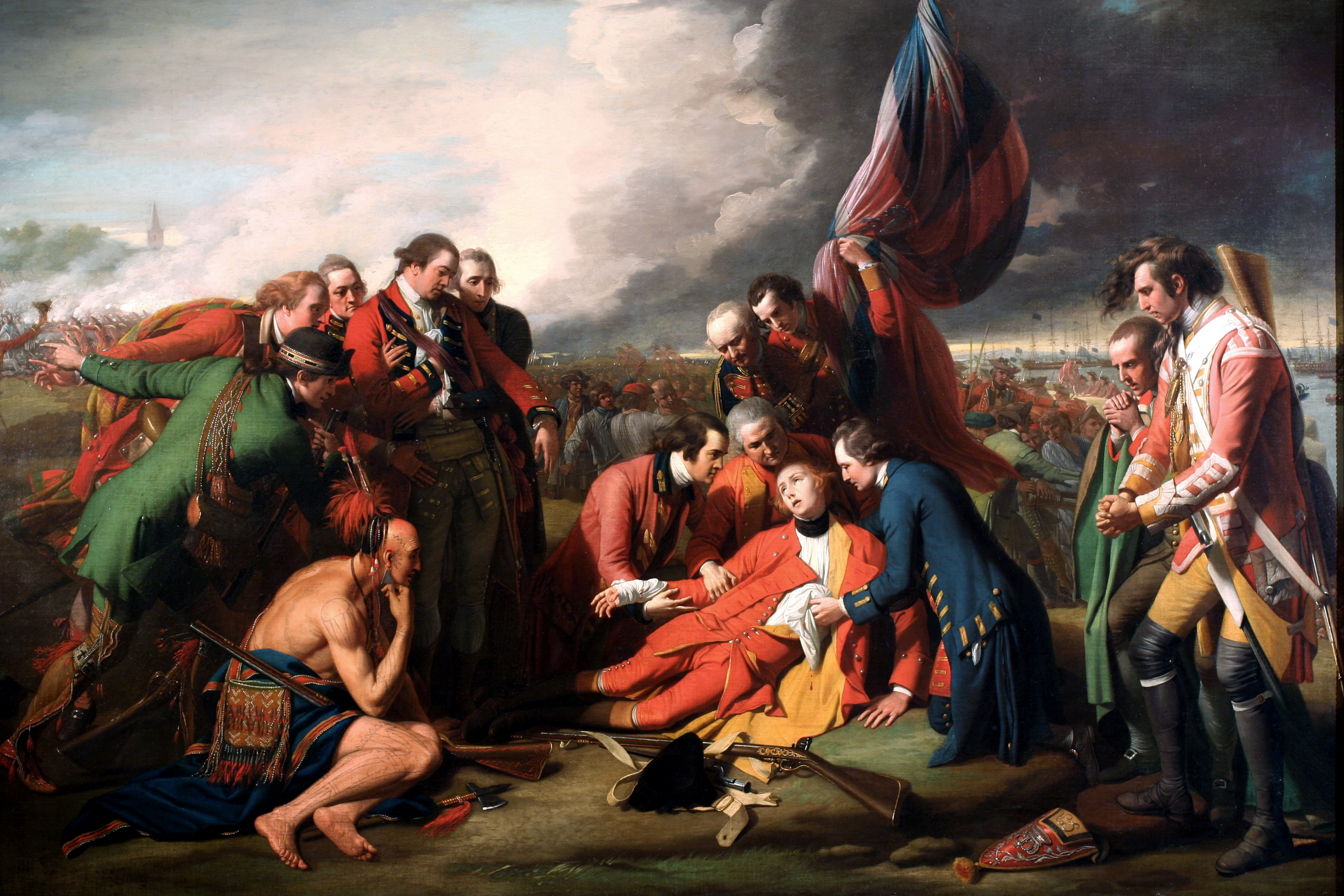
ウルフ将軍の死（:en:The Death of General Wolfe）

イギリスの軍事史（Military history of the United Kingdom）では、イングランドとスコットランドの合同によってグレートブリテン王国が建国された1707年から現在に至るまでのイギリスの軍事史の概略を述べる。

## 18世紀
- スペイン継承戦争（1702年 - 1713年） - イングランド、スコットランド（後にグレートブリテン王国）、神聖ローマ帝国、葡、蘭 対 仏、西
  - アン女王戦争（1702年 - 1713年）
- ジャコバイト蜂起（1715年 - 1716年、1719年、1745年 - 1746年） - 内戦
  - ペンリス近郊のクリフトン・ムーアの小競り合い（英語版）（1745年） - イギリス本国で最後の陸戦
  - カロデンの戦い（1746年） - イギリス本国で最後の陸戦
- 四国同盟戦争（1718年 - 1720年） - 英、仏、蘭、墺 対 伊、西
- 英西戦争（1727年 - 1729年）
- ジェンキンスの耳の戦争（1739年 - 1742年） - 英 対 西
- オーストリア継承戦争（1742年 - 1748年） - 英、蘭、墺 対 独、仏
- 七年戦争（1756年 - 1763年） - 最初の「世界大戦」
  - フレンチ・インディアン戦争及び七年戦争（1754年 - 1763年） - 英、ハノーバー、葡、普
  - アングロ・チェロキー戦争（1759年 - 1763年） - 英 対 チェロキー国家
- ポンティアックの反乱（1763年 - 1766年） - 英 対 アメリカインディアン連合の対立
- 第一次マイソール戦争（1766年 - 1769年） - 英 対 マイソール王国
- アメリカ独立戦争（1775年 - 1783年） - 英 対 米、仏、蘭、西
- 第一次マラーター戦争（1775年 - 1782年） - 英 対 マラーター帝国
- 第四次英蘭戦争（1780年 - 1784）- 英 対 蘭
- 第二次マイソール戦争（1780年 - 1784） - 印
- 第三次マイソール戦争（1789年 - 1792） - 印
- オーストラリアン・フロンティア戦争（英語版）オーストラリアン・フロンティア戦争（1788年 - 1930年代） - 英 対 アボリジニ
- フランス革命戦争（1793年 - 1802年） - 英、墺、西、露、普、仏王党派 対 仏革命派
  - 第一次対仏大同盟（1793-1797）
  - 第二次対仏大同盟（1798-1801）
- 第四次マイソール戦争（1798年 - 1799年） - 印
- アイルランド反乱（1798年） - 英 対 愛、仏

## 19世紀
- オーストラリアン・フロンティア戦争（英語版）オーストラリアン・フロンティア戦争（1788年 - 1930年代）
- フランス革命戦争（1793-1802）
  - 第一次対仏大同盟（1793-1797）
  - 第二次対仏大同盟（1798-1801）
- ナポレオン戦争（1803年 - 1815年） - 英、普、墺、西、葡、露、スウェーデン 対 仏
  - 南米戦争（1806年 - 1807年）
  - 英土戦争（1807年 - 1809年）
  - 英露戦争（1807年 - 1812年）
  - ガンボート戦争（1807年 - 1814年）
  - 半島戦争（1808年 - 1814年）
  - 百日天下（1815年）
- 第一次キャンディ戦争（英語版）（1803-1804）-スリランカ
- 第二次マラーター戦争（1803-1805） - インド
- ベッロールの反乱（英語版）(1806) - インド
- 1812年戦争（1812-1815） - イギリス対アメリカ合衆国。
- グルカ戦争（1814-1816）
- 第二次キャンディ戦争（英語版）（1815年） - スリランカ
- 第三次マラーター戦争（1817年 - 1818年）- インド
- 第一次英緬戦争（1824年 - 1826年）
- アッパーカナダの反乱（1837年）
- ローワーカナダの反乱（1837年）
- シリア戦争（英語版）（1839年 - 1840年）
- 第一次アフガン戦争（1839年 - 1842年）
  - ガズニーの戦い
- アヘン戦争（1839年 - 1842年） - 英 対 中
- グワーリヤル遠征（1843年）
- 第一次シク戦争（1845年 - 1846年） - 印
- ニュージーランド戦争（1843年 - 1872年）
- 第二次シク戦争（1848年 - 49年） - 印
- 第二次英緬戦争（1852年 - 1853年）
- クリミア戦争（1854年 - 1856年）- 英、仏、オスマン帝国、ピエモンテ＝サルデーニャ 対 露
- アロー戦争（1856年 - 1860年） - 英、仏 対 中
- アングロ・ペルシャ戦争（1856年 - 1857年） - 英 対 ペルシャ
- インド大反乱（1857年）
- ブタ戦争（1859年） - 英 対 米
- アングロ・ブータン戦争（1865年）
- アビシニア遠征（1868年）
- 第二次アフガン戦争（1878年 - 1880年）
- ズールー戦争（1879年）
- 第一次ボーア戦争（1880年 - 1881年）
- 銃戦争（1880年 - 1881年）
- マフディー戦争（1881年 - 1899年）
- 第三次英緬戦争（1885年）
- シッキム遠征（1888年）
- アングロ・ザンジバル戦争（1896年）
- ティラ遠征（英語版）（1897年 - 1898年）
- 第二次ボーア戦争（1899年 - 1902年）
- 義和団の乱（1900年） - 英、墺、洪、仏、独、伊、日、露、米、中

## 20世紀
- アングロ＝アロ戦争（英語版）（1901年 - 1902年） - ナイジェリア
- イギリスのチベット遠征（1903年 - 1904年）
- 第一次世界大戦（1914年 - 1918年） - 英、仏、伊、露、米、独、ベルギー、セルビア、オーストリア＝ハンガリー、ブルガリア、オスマン帝国
  - 第一次世界大戦の空中戦
- イースター蜂起（1916年） - アイルランド
- ロシア内戦への連合国の介入（1918年 - 1922年）
- 第三次アフガン戦争（1919年）
- 英愛戦争（1919年 - 1921年）
- 第二次世界大戦（1939年 - 1945年） - 「第二次世界大戦中のイギリスの軍事史」の項目を参照
  - 第二次世界大戦の空中戦
  - 太平洋戦争（1937年 - 1945年）
  - アングロ＝イラク戦争（1941年）
- パレスチナのイギリスとシオニストの対立（1945年 - 148）
- ギリシャ内戦（1946年 - 1947年）
- 冷戦（1946年 - 1990年）
- マラヤ危機（1948年 - 1960年）
- 朝鮮戦争（1950年 - 1953年）
- マウマウ団の乱（1952年 - 1960年）
- キプロス危機（1955年 - 1959年）
- スエズ危機（1956年）
- ブルネイ動乱（1962年）
- ドファールの反乱（1962年 - 1975年）
- インドネシアとマレーシアの対立（1963年 - 1966年）
- アデン危機（1963年 - 1967年）
- 北アイルランド問題（1969年 - 1990年代半ば）
- タラ戦争の対立（1975年 - 1976年）
- 駐英イラン大使館占拠事件（1980年）
- フォークランド紛争（1982年）
- 湾岸戦争（1990年 - 1991年）
- ボスニア戦争（1992年 - 1996年）
- 砂漠の狐作戦（1998年）
- コソボ紛争（1999年）

## 21世紀
- シエラレオネ内戦（2000年）
- 対テロ戦争
  - アフガニスタン紛争（2001年 - 2021年）
  - イラク戦争（2003年 - 2011年）
  - ソマリア内戦（2009年 - 現在）
  - ボコ・ハラムの反乱（英語版）（2012年 - 現在）
  - マリ北部紛争（2013年 - 現在）
  - ISISに対する軍事介入（2014年 - 現在）
- リビア内戦（2011年）
- シリア内戦（2018年）

## 内戦
ジャコバイト蜂起（1715年 - 1716年、1719年、1745年 - 1746年） - 内戦
- ペンリス近郊のクリフトン・ムーアの小競り合い（英語版）（1745年） - イギリス本国で最後の陸戦
- カロデンの戦い（1746年） - イギリス本国で最後の陸戦